# Shefali Razdan Duggal
Shefali Razdan Duggal (Haridwar, India, 22 november 1971) is een Amerikaans activiste en diplomate.
Toen zij twee jaar oud was verhuisden haar ouders uit India naar Pittsburgh. Haar ouders scheidden. Ze groeide op in Cincinnati en studeerde aan Miami University en New York University. 
President Barack Obama benoemde haar in het bestuur van het United States Holocaust Memorial Museum. Zij was actief in EMILY's List, een comité dat vrouwelijke Democratische kandidaten die voorstander van abortus-rechten zijn bijstaat. Al onder Obama begon ze fondsen te werven voor die partij hetgeen in 2016 naar buiten kwam via wikileaks In 2020 diende zij naast Obama en Hillary Clinton in het financiële comité tijdens de verkiezingscampagne van Joe Biden voor het presidentschap van de Verenigde Staten. Al eerder ondersteunde ze Kamala Harris, die vicepresident zou worden naast Biden.
Op 11 maart 2022 droeg Biden haar voor als Amerikaanse ambassadeur in Nederland. De Senaat keurde de voordracht op 14 september 2022 goed. Zij volgde de Republikein Pete Hoekstra op, die van 2018 tot 2021 ambassadeur van de Verenigde Staten in Nederland was. 